# Euceros pruinosus
Euceros pruinosus là một loài tò vò trong họ Ichneumonidae.